# دریاچه وترن
دریاچه وترن دومین دریاچه بزرگ در سوئد (پس از دریاچه ونرن) و شمشین دریاچه بزرگ اروپا می‌باشد. دریاچه وترن شکلی انگشت وار دارد که دارای آب شیرین است. واژه (به سوئدی: Vättern) به معنای آب است. این دریاچه در جنوب سوئد واقع است و دارای فیتوپلانکتونها و پاروپایان می‌باشد.